# Humenné
Humenné (em húngaro: Homonna; alemão:Homenau; rusyn:Гуменне) é uma cidade da Eslováquia, situada no distrito de Humenné, na região de Prešov. Tem 28,63 km² de área e sua população em 2018 foi estimada em 33.191 habitantes.

## Demografia
| Ano:        | 1994   | 2004   | 2014   | 2024    |
| ----------- | ------ | ------ | ------ | ------- |
| Broj ljudi: | 36 141 | 35 008 | 34 186 | 29 567  |
| Razlika:    |        | -3,13% | -2,34% | -13,51% |

| Ano:               | 2023   | 2024   |
| ------------------ | ------ | ------ |
| Número de pessoas: | 30 006 | 29 567 |
| Diferença:         |        | -1,46% |